# Bradley Bozeman
Bradley Bozeman (Roanoke, Alabama, 24 de noviembre de 1994) es un jugador profesional estadounidense de fútbol americano que se desempeña en la posición de center en Carolina Panthers, equipo de la National Football League (NFL).

## Carrera
Fue seleccionado en la sexta ronda en la Reunión Anual de Selección de Jugadores de la NFL de 2018. Hizo su debut profesional con el equipo Baltimore Ravens, en el cual jugó cuatro temporadas (2018-2022), luego pasó a Carolina Panthers, donde lleva jugando dos temporadas.